# Фактоид
Факто́ид (англ. factoid, от англ. fact — факт и -oid — от др.-греч. εἶδος — форма, вид, — «принимающий вид факта») — недостоверное или ложное утверждение (непроверенное или заведомо неверное), которое облекается в форму достоверного и выдаётся за достоверное; опубликованное официальное сообщение, которое принимается за истину как результат самого факта его появления в печати; информация, публикация, недостойная доверия, или событие сомнительной истинности, принимаемое повсеместно за правду.
Термин «фактоид» был введён в 1973 году американским писателем-романистом Норманом Мейлером в его биографии Мерилин Монро. Мейлер определил этот термин как «факты, не существовавшие до того, как они появились в журнале или газете».